# Cheliferoides
Cheliferoides là một chi nhện trong họ Salticidae.

## Hình ảnh

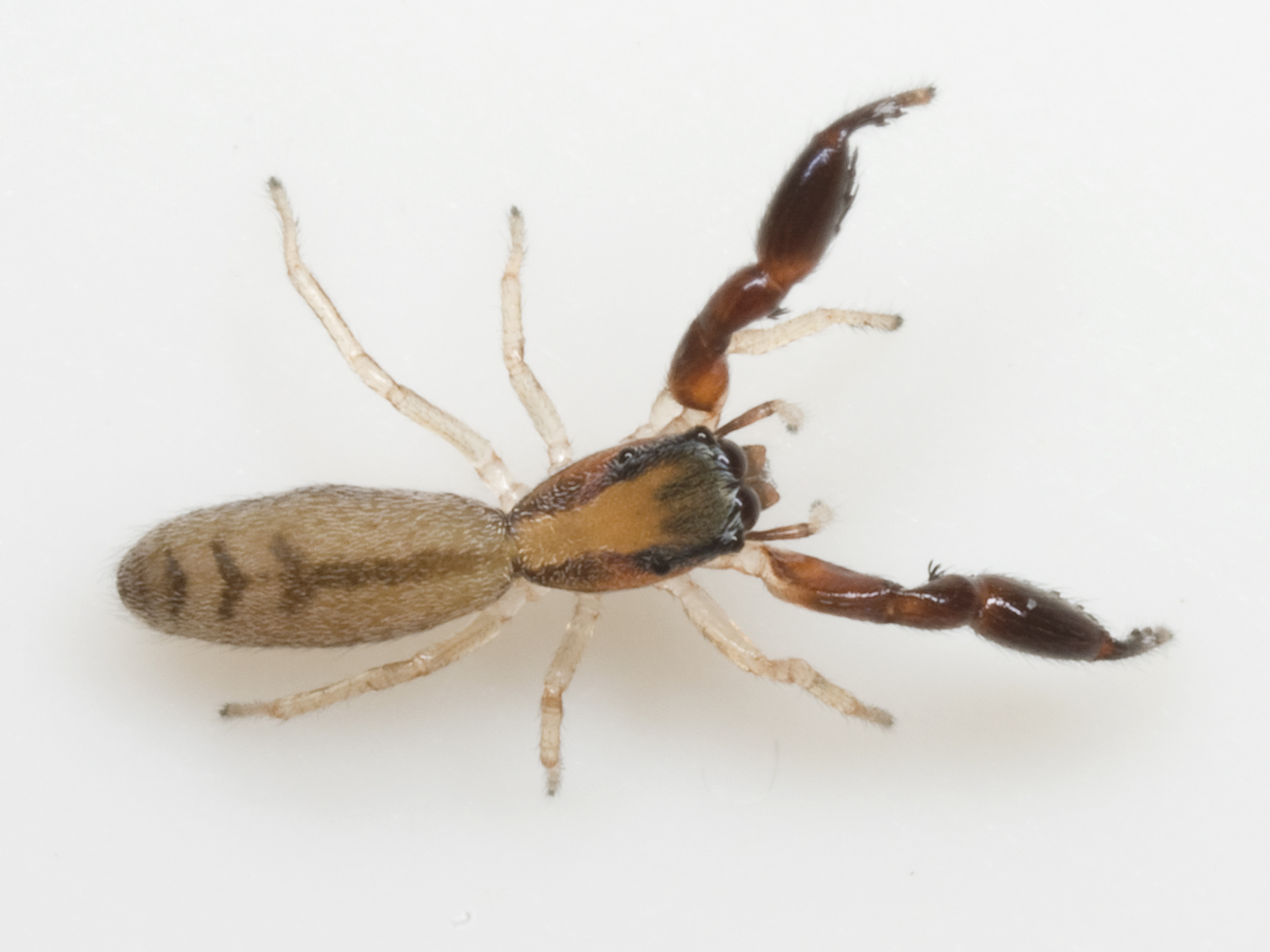